# 洲本インターチェンジ

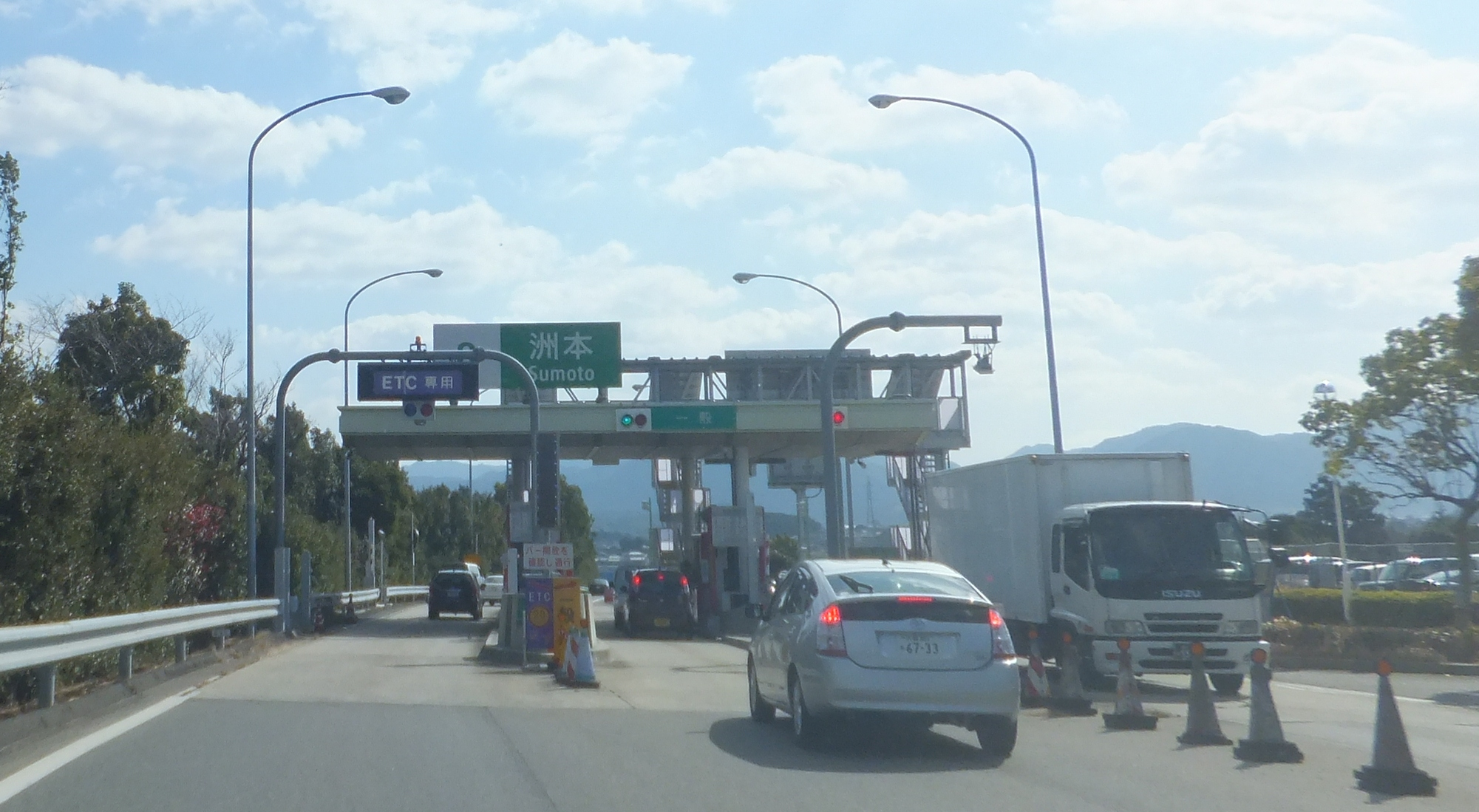
料金所

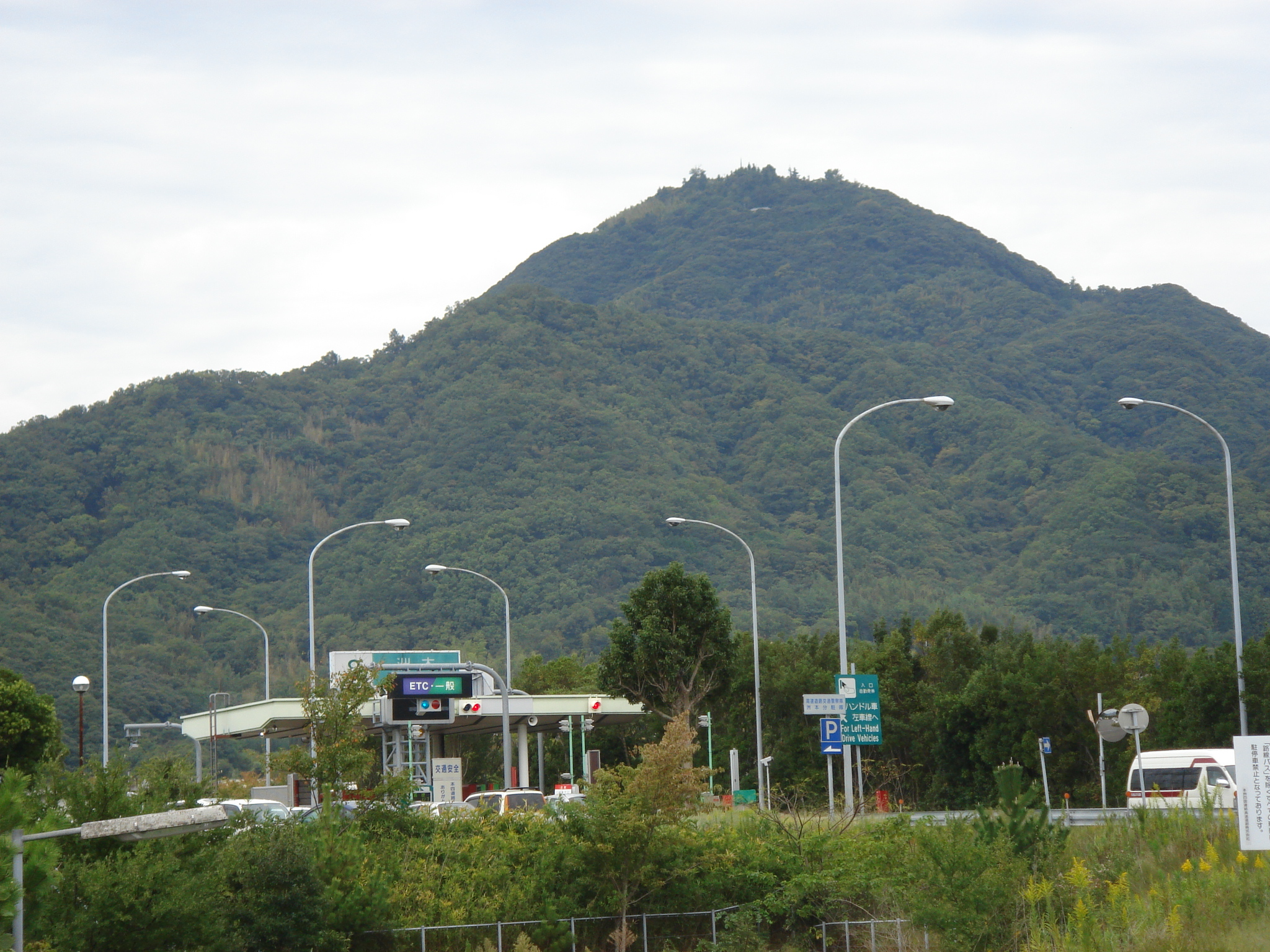
洲本インターチェンジ料金所と先山

洲本インターチェンジ（すもとインターチェンジ）は、兵庫県洲本市納にある神戸淡路鳴門自動車道のインターチェンジ（トランペット型）である。
料金所の外には洲本BSが設置されており、料金所の西隣に利用者用の駐車場と駐輪場がある。
開通当初は隣の津名一宮ICとの1区間のみ（ここから西淡仮出入口まで未開通）だったため、料金は本ICで支払っていた。

## 道路
- E28 神戸淡路鳴門自動車道（8番）

直接接続
- 国道28号（南あわじ市方面）
- 国道28号洲本バイパス（洲本市大野・物部・潮地区方面）
- 兵庫県道472号鳥飼浦洲本線（洲本市加茂・堺・広石・鳥飼地区方面）

## 歴史
1985年（昭和60年）6月8日:津名一宮IC - 洲本ICの開通に合わせて供用開始

## 洲本バスストップ
洲本バスストップ（すもとバスストップ）は、洲本IC料金所外にあるバス停留所である。
高速バスのほか、島内の一般路線バスも同じ施設を利用する。バスの時刻表や地域では洲本ICバス停と表記される。
バスストップやその周辺に乗車券売り場はない。

### 発着バス

#### 高速バス
交通系ICカードは関西空港行きリムジンバス・阿波エクスプレス京都号を除き利用可能（みなと観光バスはPiTaPa利用不可）

淡路島唯一、京阪神3都市（神戸市・大阪市・京都市）且つ関西三空港（神戸空港・大阪国際空港・関西国際空港）発着・経由路線が停車する（往来可能）停留所でもある。

##### クローズドドアシステム
- 淡路交通・神姫バス・本四海峡バス・西日本ジェイアールバス共同運行
  - 高速舞子・神戸三宮・新神戸駅・神戸空港・大阪国際空港・大阪駅JR高速BT・湊町BT
    - ■速達・■快速（休日夜上り1便の乗車のみ）・■各停（下り線の降車のみ）・■観光アクセスタイプ停車停留所。
    - ■観光アクセスタイプはニジゲンノモリ - 当停留所間でクローズドドアシステム非対象区間。

- 関西空港行きリムジンバス
  - 関西国際空港

（関西空港交通・南海バス・徳島バス・本四海峡バスの共同運行）

- みなと観光バス単独運行
  - 淡路島線 三ノ宮

- 西日本JRバス・本四海峡バス・徳島バス・JR四国バス・京阪バス共同運行
  - 阿波エクスプレス京都号 名神高槻・名神大山崎・京都駅

##### その他
- 淡路交通
  - 舞子・福良線（■各停タイプ） 福良〜高速舞子

#### 一般路線バス
- 淡路交通
  - 縦貫線 洲本バスセンター - 福良
  - 長田線 洲本バスセンター - 陸の港西淡
  - 淡路・徳島線 洲本バスセンター - 高速鳴門または鳴門駅前 - 徳島

### 接続交通機関
- 淡路交通縦貫線は1時間に1〜2本程度の運行。
- 淡路交通長田線は1日数往復程度。
- 淡路交通鳥飼線は上内膳停留所で接続。鳥飼線は1日数往復程度。

### 補足
- 現在洲本バスストップを始発・終点にするバスは（多客時の臨時便を除いて）運行されておらず、西日本JRバスなどがバスに掲示する洲本行きとは洲本バスセンターのことである（洲本ICと洲本バスセンターの両方に停車する便もある）。洲本バスセンターは洲本市市街地にあり、ICの洲本バスストップより、一般路線バスで5.5km、約16分の場所にある。
- パークアンドライド用駐車場（位置：納791番地）は有料
- 駐輪場も設置されている。
- 洗面所（車いす対応）の設備あり

#### 入口
- ブース数:1
  - ETC・一般:1

#### 出口
- ブース数:2
  - ETC専用:1
  - 一般:1

## 周辺
- パナソニック洲本地区 - パナソニックエナジー・プライム プラネット エナジー&ソリューションズ洲本工場
- マイ・マート（スーパーマーケット）
- ゴルフパートナー
- かつ富士・天山閣（ふじやグループ）（飲食店）
- びっくりドンキー
- メガネの三城 洲本店
- ヤマダデンキテックランドNew淡路店（テックランドNew洲本店より改名、かつては星電社によるフランチャイズ店）[2][3]
- マルナカ洲本内膳店
- ホームセンターコーナン洲本インター店

## 隣
E28 神戸淡路鳴門自動車道
(7)津名一宮IC/BS - 安乎BS - (7-1)淡路島中央スマートIC/BS - (8)洲本IC/BS - 緑PA/BS - 榎列BS - (9)西淡三原IC